# حلقات بورومين

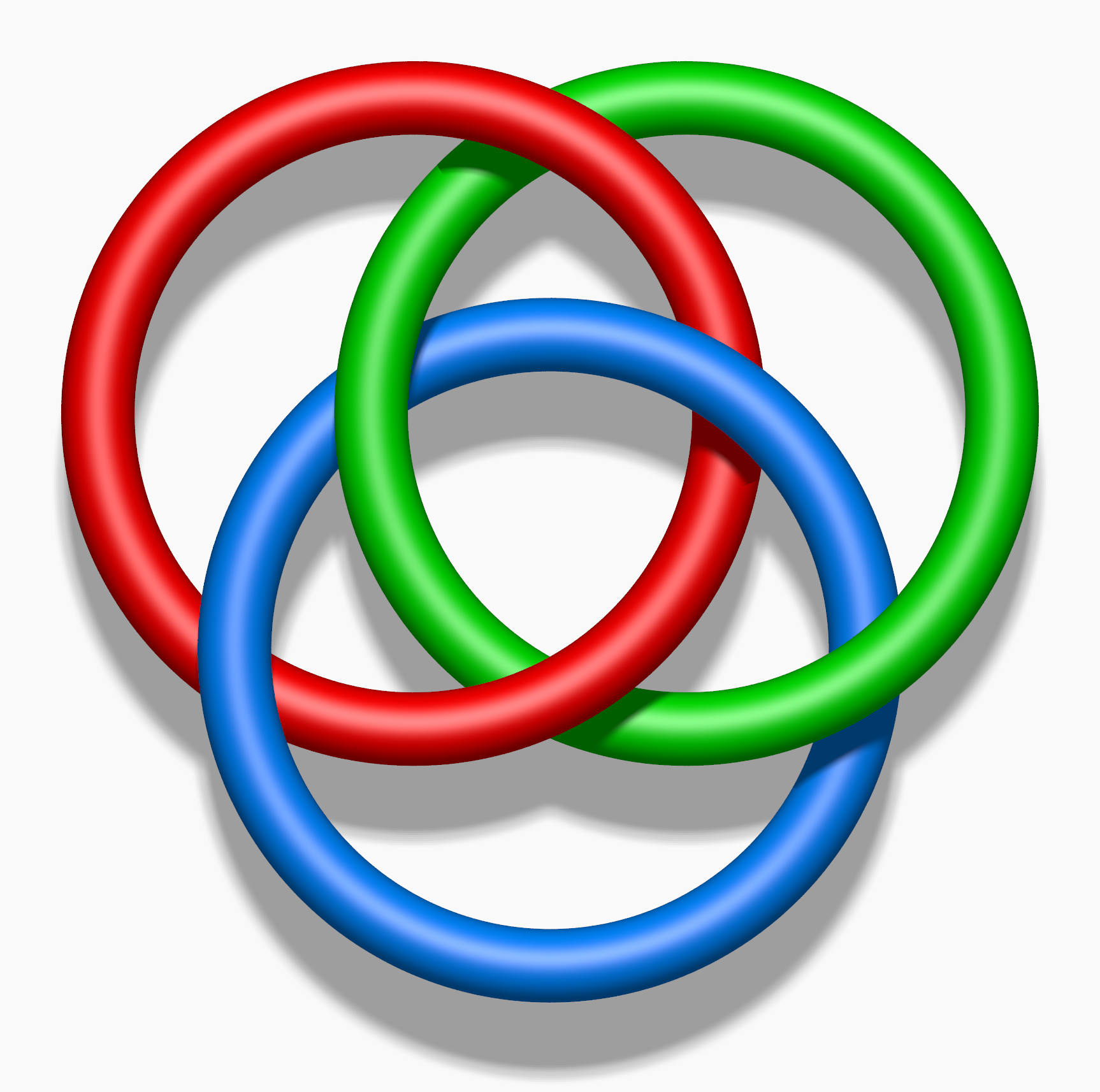

حلقات بورومين هي ربط ثلاث حلقات ببعضها بحيث لايكون هناك أي ارتباط بين أي حلقتين من الحلقات الثلاث و هي تنسب لمبتكرها وأنها ثمثل أحد التطبيقات الهندسية التوبولوجية. و يمكن يمكن تعميم الفكرة على مجموعة من الأشكال الهندسية كالمثلثات والمربعات.
ومن أهمية حلقات بورومين في علم الأحياء تستخدم في فك شفرة حمض نووي ريبوزي منقوص الأكسجين الشريط الوراثي .
وأيضا كانت تظهر في أعمال الفنانين و المبدعين كالنحاتين و الرسامين و تحديدا في ميلانو .